# Juan Andrés Tejera
Juan Andrés Tejera (Mercedes, Uruguay; 26 de julio de 1983) es un futbolista uruguayo. Juega como marcador central y su primer equipo fue Liverpool. Actualmente milita en Racing de Córdoba del Torneo Federal A.

## Biografía
Es oriundo de Mercedes, Soriano y llegó a Montevideo cuando tenía 19 años. Primero recaló en Defensor Sporting, pero como extrañaba mucho se volvió a casa. Hijo de Ramón René y Olga Esther, tiene 3 hermanos; José Luis, Gabriel y Martín. Está casado con Angela y tiene un hijo Facundo.

## Clubes
| Club                           | País      | Año           |
| ------------------------------ | --------- | ------------- |
| Liverpool                      | Uruguay   | 2002-2007     |
| Rentistas                      | Uruguay   | 2008          |
| Boyacá Chicó                   | Colombia  | 2009          |
| Central Español                | Uruguay   | 2009-2010     |
| Olimpo de Bahía Blanca         | Argentina | 2011-2012     |
| Defensa y Justicia             | Argentina | 2012-2015     |
| Juventud Unida de San Luis     | Argentina | 2016          |
| Agropecuario de Carlos Casares | Argentina | 2016-2018     |
| Racing de Córdoba              | Argentina | 2018-presente |